# Mistrzostwa Japonii w Skokach Narciarskich 2018
Mistrzostwa Japonii w Skokach Narciarskich 2018 – zawody mające na celu wyłonić mistrza Japonii, które rozegrane zostały w dniach 27–28 października w Hakubie.
Tytuł mistrzowski wśród kobiet sprzed roku obroniła Sara Takanashi. Jej przewaga nad miejscem drugim wyniosła ponad czternaście punktów, a zajęła je Yūki Itō. Trzecie miejsce zajęła autorka najdłuższego skoku zawodów wynoszącego 95 metrów, Kaori Iwabuchi. Na końcowe wyniki złożyła się tylko jedna seria. Wszystkie zawodniczki poza zwyciężczynią oddały swoje skoki z belki dwudziestej pierwszej. Ta natomiast swoją próbę oddała z dziewiętnastej platformy startowej. Na starcie pojawiły się trzydzieści trzy zawodniczki.
Kategorię mężczyzn na skoczni normalnej wygrał Taku Takeuchi z przewagą wynoszącą zaledwie osiem dziesiątych punktu. Drugie miejsce zajął Yukiya Satō, a skład podium uzupełnił Daiki Itō. Obrońca tytułu Junshirō Kobayashi sklasyfikowany został na pozycji czwartej. Do głównego konkursu przeprowadzone zostały kwalifikacje, w których uczestniczyło aż osiemdziesięciu jeden skoczków. 
Na skoczni dużej mistrzostwo zdobył Daiki Itō pokonując o ponad dwanaście punktów uplasowanego na drugiej pozycji Naoki Nakamurę. Trzecie miejsce na podium zajął Keiichi Satō, który do miejsca wyżej stracił niespełna dziesięć punktów. Sklasyfikowany na czwartej pozycji Kenshirō Itō stracił do podium zaledwie jedną dziesiątą punktu. Obrońca tytułu sprzed roku Noriaki Kasai zajął dopiero miejsce osiemnaste. Do startu zgłoszonych było siedemdziesięciu ośmiu zawodników, w tym czterech nie wystartowało. Podobnie jak do konkursu na skoczni normalnej przeprowadzone wcześniej zostały kwalifikacje mające na celu wyłonić pięćdziesięciu zawodników.
W rozegranym również konkursie kobiet na skoczni dużej tytuł wywalczyła bezkonkurencyjna Sara Takanashi. Nad drugim miejscem uzyskała przewagę ponad trzydziestu punktów, które ponownie zajęła Yūki Itō. Także ponownie skład podium w konkursie pań uzupełniła Kaori Iwabuchi. Do startu w rywalizacji kobiet na skoczni dużej zgłoszonych zostało dwadzieścia trzy skoczkinie.

## Wyniki

### Kobiety
| Msc. | Zawodniczka     | Klub                      | I seria | Punkty |
| ---- | --------------- | ------------------------- | ------- | ------ |
| 1.   | Sara Takanashi  | Kuraray                   | 94,5 m  | 128,4  |
| 2.   | Yūki Itō        | Tsuchiya Home SD          | 93,0 m  | 113,9  |
| 3.   | Kaori Iwabuchi  | Kitano Construction Corp. | 95,0 m  | 111,0  |
| 4.   | Yūka Setō       | Hokkaido High-Tech AC     | 86,0 m  | 104,5  |
| 5.   | Nozomi Maruyama | Meiji University          | 84,5 m  | 95,7   |
| 6.   | Haruka Iwasa    | Nihon University          | 85,5 m  | 94,8   |
| 7.   | Shihori Ōi      | Waseda University         | 82,0 m  | 89,8   |
| 8.   | Ren Mikase      | Shimokawa Commercial HS   | 81,5 m  | 89,2   |
| 9.   | Misaki Shigeno  | Chintai SK                | 80,5 m  | 86,0   |
| 10.  | Ringo Miyajima  | Nagano Gymnasium          | 78,5 m  | 82,7   |
| ...  |                 |                           |         |        |

| Msc. | Zawodniczka     | Klub                      | I seria | II seria | Punkty |
| ---- | --------------- | ------------------------- | ------- | -------- | ------ |
| 1.   | Sara Takanashi  | Kuraray                   | 124,0 m | 114,5 m  | 254,2  |
| 2.   | Yūki Itō        | Tsuchiya Home SD          | 119,5 m | 125,0 m  | 222,6  |
| 3.   | Kaori Iwabuchi  | Kitano Construction Corp. | 117,5 m | 121,0 m  | 206,4  |
| 4.   | Yūka Setō       | Hokkaido High-Tech AC     | 109,0 m | 114,5 m  | 181,1  |
| 5.   | Nozomi Maruyama | Meiji University          | 108,0 m | 113,0 m  | 173,8  |
| 6.   | Haruka Iwasa    | Nihon University          | 102,0 m | 102,5 m  | 150,6  |
| 7.   | Misaki Shigeno  | Chintai SK                | 101,0 m | 99,0 m   | 144,1  |
| 8.   | Ayane Miyazaki  | Iiyama HS                 | 103,0 m | 96,5 m   | 136,1  |
| 9.   | Ren Mikase      | Shimokawa Commercial HS   | 95,5 m  | 92,0 m   | 115,7  |
| 10.  | Kaede Narita    | Nihon University          | 92,5 m  | 90,5 m   | 106,6  |
| ...  |                 |                           |         |          |        |

### Mężczyźni
| Msc. | Zawodnik           | Klub                      | I seria | II seria | Punkty |
| ---- | ------------------ | ------------------------- | ------- | -------- | ------ |
| 1.   | Taku Takeuchi      | Kitano Construction Corp. | 90,5 m  | 93,5 m   | 239,3  |
| 2.   | Yukiya Satō        | Snow Brand Megmilk SD     | 89,5 m  | 92,5 m   | 238,5  |
| 3.   | Daiki Itō          | Snow Brand Megmilk SD     | 87,5 m  | 95,5 m   | 236,2  |
| 4.   | Junshirō Kobayashi | Snow Brand Megmilk SD     | 93,0 m  | 90,0 m   | 234,4  |
| 5.   | Kenshirō Itō       | Snow Brand Megmilk SD     | 89,5 m  | 89,5 m   | 229,4  |
| 6.   | Kento Sakuyama     | Kitano Construction Corp. | 87,5 m  | 87,0 m   | 227,1  |
| 7.   | Naoki Nakamura     | Tokai Univeristy          | 84,5 m  | 93,5 m   | 227,0  |
| 8.   | Minato Mabuchi     | Akita Xerox               | 91,5 m  | 85,0 m   | 222,0  |
| 9.   | Tomofumi Naitō     | Tokio SD                  | 91,5 m  | 84,0 m   | 221,9  |
| 10.  | Hiroaki Watanabe   | Furukawa SD               | 85,0 m  | 91,5 m   | 219,1  |
| ...  |                    |                           |         |          |        |

| Msc. | Zawodnik           | Klub                      | I seria | II seria | Punkty |
| ---- | ------------------ | ------------------------- | ------- | -------- | ------ |
| 1.   | Daiki Itō          | Snow Brand Megmilk SD     | 131,0 m | 133,5 m  | 273,0  |
| 2.   | Naoki Nakamura     | Tokai Univeristy          | 127,5 m | 130,0 m  | 260,4  |
| 3.   | Keiichi Satō       | Snow Brand Megmilk SD     | 129,0 m | 128,5 m  | 250,8  |
| 4.   | Kenshirō Itō       | Snow Brand Megmilk SD     | 128,5 m | 129,5 m  | 250,7  |
| 5.   | Shōhei Tochimoto   | Snow Brand Megmilk SD     | 129,5 m | 125,5 m  | 246,5  |
| 6.   | Kento Sakuyama     | Kitano Construction Corp. | 127,0 m | 122,5 m  | 242,1  |
| 7.   | Junshirō Kobayashi | Snow Brand Megmilk SD     | 129,0 m | 117,5 m  | 235,9  |
| 8.   | Reruhi Shimizu     | Snow Brand Megmilk SD     | 128,5 m | 116,5 m  | 229,2  |
| 9.   | Yukiya Satō        | Snow Brand Megmilk SD     | 106,0 m | 121,0 m  | 217,4  |
| 10.  | Taku Takeuchi      | Kitano Construction Corp. | 125,0 m | 108,0 m  | 215,9  |
| ...  |                    |                           |         |          |        |